# Tân Lập, Bắc Sơn
Tân Lập là một xã thuộc huyện Bắc Sơn, tỉnh Lạng Sơn, Việt Nam.
Xã Tân Lập có diện tích 24,01 km², dân số năm 1999 là 2.173 người, mật độ dân số đạt 91 người/km².
Theo thống kê năm 2019, xã Tân Lập có diện tích 24,01 km², dân số là 2.577 người, mật độ dân số đạt 107 người/km².